# Marian Shockley
Marian Shockley (Kansas City, 10 oktober 1908 – Los Angeles, 14 december 1981) was een Amerikaanse actrice.

## Levensloop en carrière
Shockley's carrière in de filmwereld liep van 1930 tot 1953. Als artieste gebruikte ze zowel Marion als Marian als voornaam. 
In 1931 speelde ze in de western Near The Trails End en Heroes of the Flames. In 1932 werd ze verkozen tot een van de WAMPAS Baby Stars, samen met onder meer Gloria Stuart en Ginger Rogers. Ook speelde ze nog een kleine rol in Stage Door Canteen in 1943.
Shockley was driemaal gehuwd en kreeg geen kinderen. Ze voedde de drie kinderen op die Bud Collyer (haar derde echtgenoot) had uit een eerder huwelijk. Ze overleed in 1981 op 73-jarige leeftijd.